# Corrie House

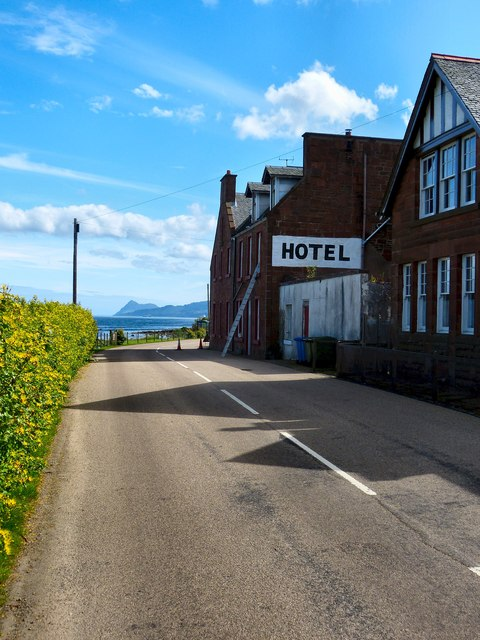
Corrie House ist in der rechten Bildhälfte vor dem Schild des Corrie Hotels zu erkennen.

Corrie House ist eine Villa in der schottischen Ortschaft Corrie auf der Insel Arran in der Council Area North Ayrshire. 1995 wurde das Bauwerk in die schottischen Denkmallisten in der Denkmalkategorie B aufgenommen.

## Beschreibung
Corrie House wurde zu Beginn des 20. Jahrhunderts, wahrscheinlich um 1900 erbaut. Das exakte Baujahr ist nicht verzeichnet. Das Gebäude liegt im Zentrum Corries direkt an der Küstenstraße A841. Im Süden grenzt das ebenfalls denkmalgeschützte Corrie Hotel an. 
Das Dachgeschoss des einstöckigen Corrie House ist ausgebaut. Das Mauerwerk besteht aus bossiertem rotem Sandstein, wobei Ecksteine ebenso wie Fenstereinfassungen aus poliertem Sandstein verbaut wurden. Die ostexponierte Frontseite ist drei Achsen weit. Im Erdgeschoss flankieren zwei Zwillingsfenster ein zentrales einzelnes Sprossenfenster. Im Obergeschoss des giebelständigen Hauses ist hingegen ein Drillingsfenster verbaut. Der Eingangsbereich der aus mehreren unregelmäßigen Gebäudeteilen bestehenden Villa befindet sich an der Nordseite. Die Giebelflächen sind teilweise mit Holz verkleidet. Die verschiedenen Sattel- und Walmdächer sind mit grauem Schiefer eingedeckt. Der Dachfirst ist mit Terrakottaziegeln verziert.